# Masyw Tamu
Masyw Tamu – podmorski masyw wulkaniczny, położony pod powierzchnią zachodniego Oceanu Spokojnego. Znajduje się około 1600 kilometrów na wschód od Japonii, stanowi część podmorskiego Wyniesienia Szackiego.

## Rozmiary i wiek

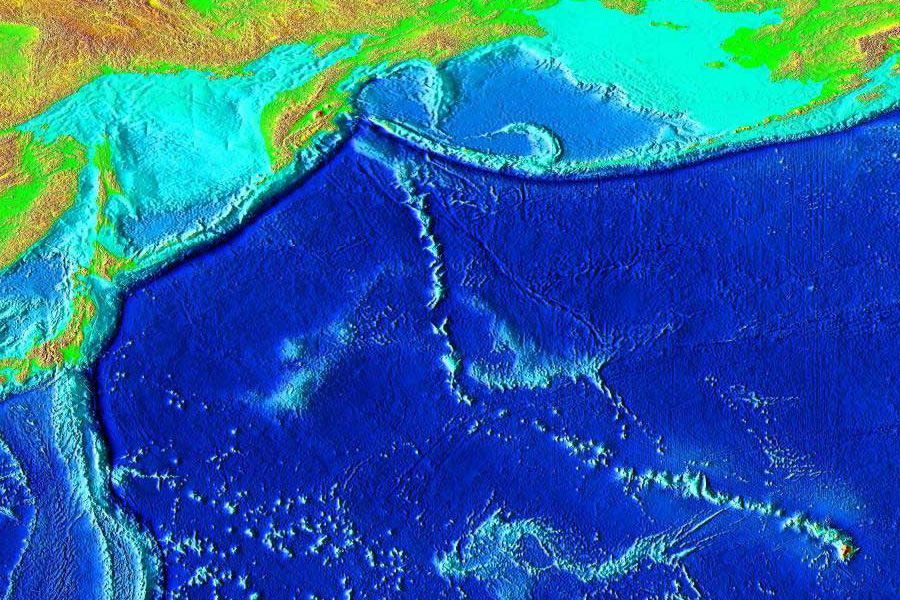
Ukształtowanie dna północno-zachodniego Pacyfiku. Masyw Tamu jest widoczny jako jasna plama w połowie drogi pomiędzy południowym skrajem Grzbietu Cesarskiego a rowem Japońskim u wybrzeża Honsiu.

Masyw Tamu ma rozmiary w przybliżeniu 450 na 650 kilometrów i pokrywa powierzchnię w przybliżeniu 300 tysięcy kilometrów kwadratowych, 60 razy większą niż Mauna Loa na Hawajach, największy aktywny wulkan na Ziemi. Masyw wznosi się na wysokość do 4000 metrów nad poziomem dna oceanicznego, chociaż jego szczyt znajduje się na głębokości prawie 2 km pod powierzchnią oceanu.
Masyw Tamu różni się od innych znanych gór podwodnych, nie tylko wielkością, ale także w tym, że jego zbocza mają niezwykle małe nachylenie. W pobliżu szczytu sięga ono 1°, na zboczach maleje do 0,5° i staje się jeszcze mniejsze przy podstawie. Małe nachylenie zbocza jest prawdopodobnie skutkiem dużego tempa wylewu lawy lub jej małej lepkości. Wylewy lawy bazaltowej tego masywu osiągają miąższość do 23 m. Powstał  on ok. 145 milionów lat temu, na przełomie jury i kredy.

## Historia badań
Masyw Tamu był badany dzięki wielokanałowemu profilowaniu sejsmicznemu oraz próbkom skał uzyskanym w programie badawczym Integrated Ocean Drilling Program (IODP). Nazwa Tamu jest akronimem nazwy Texas A&M University.
Początkowo sądzono, że jest to system wielu mniejszych wulkanów, tak jak np. Wielka Wyspa na Hawajach. Badania z 2013 roku wskazały jednak, że wylewy lawy, rozłożone w różnych kierunkach, pochodzą z jednego centralnego źródła w pobliżu środka masywu. To sugerowało, że Masyw Tamu jest największym wulkanem tarczowym na Ziemi. Jeżeli byłby pojedynczym wulkanem powstałym nad plamą gorąca, to należałby do największych takich gór w Układzie Słonecznym; Olympus Mons na Marsie ma objętość większą zaledwie o 25%.
W 2019 roku opublikowano pracę analizującą anomalie magnetyczne masywu, wskazując, że mają one charakter liniowy, typowy dla grzbietów śródoceanicznych. Masyw Tamu nie jest zatem wulkanem tarczowym, tylko powstał ponad złączem potrójnym ryftów, wskutek zjawiska spreadingu.